# Vuolit Caskinjávri
Vuolit Caskinjávri eller Tsaskimjavri är en sjö vid finsk-norska gränsen. Den finländska delen ligger i kommunen Enare i landskapet Lappland i Finland. Sjön ligger 191,9 meter över havet. Arean är 60 hektar och strandlinjen är 11,41 kilometer lång. Sjön  ingår i Tana älvs huvudavrinningsområde.   Den ligger omkring 270 kilometer norr om Rovaniemi och omkring 970 kilometer norr om Helsingfors. 